# Maxime Raymond Bock
Maxime Raymond Bock, né en 1981 à Montréal, est un écrivain québécois, auteur de recueils de nouvelles, de romans courts et d'un roman. Avec Atavismes, son premier livre, paru en 2011, il s'affirme comme l'un des auteurs phare de la littérature québécoise contemporaine.

## Biographie
L'auteur grandit dans le quartier Rosemont, à Montréal, un lieu qui revient dans certains de ses écrits, notamment dans le roman court Rosemont de profil et le recueil de nouvelles Les Noyades secondaires,.
Il signe ses premières publications dans des revues, ainsi que ses deux premiers ouvrages, publiés par la maison d'édition Le Quartanier, uniquement avec ses noms de famille maternel et paternel, Raymond et Bock, afin de « mettre une certaine distance entre la publication et [s]a personne ». Ce n'est qu'en 2015, lorsqu'il passe chez l'éditeur Cheval d'août, qu'il décide d'ajouter son prénom aux parutions qui suivront.
Après avoir complété une maîtrise en études littéraires à l'université du Québec à Montréal, Maxime Raymond Bock poursuit des études doctorales en littérature à l'université de Montréal et obtient un doctorat en 2020 grâce à une thèse intitulée Gilbert La Rocque, Montréal et la modernité pourrie.
Il publie son premier roman, Morel, en 2021.

## Œuvre
Une thématique récurrente dans l’œuvre de Raymond Bock consiste à camper ses récits dans l'histoire du Québec, et en particulier de Montréal, de la Nouvelle-France à l'époque contemporaine. L'auteur souligne d'ailleurs qu'il travaille avec le même matériau documentaire que l'historien, bien que son approche soit tout autre : « quand vient le temps de remplir les vides laissés par les documents, je les remplis par de l’expérience humaine et non par une forme d’analyse objective du contexte. (...) Je travaille maintenant à un projet autour d’un voyageur, un engagé des compagnies de traite de fourrure, et je dois comprendre les rivières qu’ils empruntaient en canot au XIXe siècle, j’ai un rapport synesthétique, pas seulement historique, à ce que je raconte ; j’ajoute l’expérience et les sensations aux faits historiques, et c’est ça qui demande une impulsion créatrice ».

## Réception
Son œuvre jouit d'un succès d'estime considérable dans le milieu littéraire québécois. Le critique Mathieu Bélisle considère Atavismes comme « le livre majeur des dernières années parmi les auteurs de la relève littéraire québécoise ». Sur une note similaire, l'écrivain Samuel Archibald juge, dans un entretien accordé à la revue Québec français, que « Raymond Bock, peintre révisionniste et cauchemardesque de l’histoire québécoise, (...) est sans doute notre écrivain le plus sérieux ».
À la suite de la traduction de certains de ses livres vers l'anglais, il fait également l'objet d'une réception enviable dans la presse culturelle nord-américaine, notamment dans les pages du New Yorker et de Quill & Quire, qui considère la traduction d'Atavismes comme l'un des meilleurs livres de l'année 2015.

### Recueils de nouvelles
- Atavismes, Le Quartanier, 2011 ; réédité au Boréal dans la collection Boréal compact en 2013
- Les Noyades secondaires, Le Cheval d'août éditeur, 2017

### Romans courts
- Rosemont de profil, Le Quartanier, 2013
- Des lames de pierre, Le Cheval d'août éditeur, 2015

### Roman
- Morel, Le Cheval d'août éditeur, 2021

### Articles critiques
- Dossier consacré à l'auteur dans la revue Lettres québécoises, no 187, hiver 2022.

## Honneurs
- 2012 : prix littéraire Adrienne-Choquette pour le recueil de nouvelles Atavismes.
- 2023 : Finaliste du Prix littéraire des collégien·ne·s pour le roman Morel.